# أرتيوموفسكي
أرتيوموفسكي (بالروسية: Артёмовский) هي إحدى مدن روسيا في الكيان الفدرالي الروسي مقاطعة سفيردلوفسك. يبلغ عدد سكانها حوالي 33584 نسمة.